# Paolo Bertolani
Paolo Bertolani (Lerici, 26 gennaio 1931 – Arcola, 19 febbraio 2007) è stato uno scrittore e poeta italiano.
Ebbe frequentazioni letterarie con artisti quali Vittorio Sereni, Mario Soldati, Attilio Bertolucci, Luciano Erba, Charles Tomlinson e fece parte della giuria in prestigiosi premi letterari, come il Premio LericiPea.
I comuni spezzini di Castelnuovo Magra - nel 2002 - e di Lerici - nell'ottobre del 2006 - gli concessero la cittadinanza onoraria per il profondo legame storico letterario con il territorio del Golfo dei Poeti.
Paolo Bertolani dal primo matrimonio con Graziella aveva avuto due figlie, Cecilia e Laura.
Nel 2006 aveva sposato in seconde nozze Mariangela Bacega.
Negli ultimi anni lottò contro una lunga incurabile malattia: nell'opera "Raità da neve" il poeta aveva rappresentato la fine vicina attraverso versi pieni di malinconia, e la rarità della neve per chi vive in riva al mare rappresentava il simbolo dei sogni dell'esistenza.

## La sua poetica
Nato alla Serra, frazione di Lerici, Paolo Bertolani prediligeva l'uso del dialetto della sua terra, un dialetto ligure puro e arcaico, e lo elevò a dignità letteraria: la critica gli riconobbe il dono di saper trasformare in poesia anche gli oggetti e le situazioni quotidiane più semplici e di saper dare dignità ad una cultura povera, materiale, evocativa, contadina legando il suo cammino poetico ai sentieri della vita e della memoria e a quei valori sociali e umani prima trasmessi in modo orale. 

La sua poetica parte dalla volontà di confronto con la terra d'origine, con il suo paese (La Serra di Lerici) e con la sua gente, dura e antica, e dà vita ad una lirica ancorata ai temi eterni dell'esistenza, al fluire delle stagioni e della vita degli uomini, al confronto con la morte.
L'uso del dialetto per lui non era una scelta, in quanto costituiva la lingua naturale, madre dell'espressione.
Di lui Attilio Bertolucci ha detto: "è stato capace di scrivere con un livello raro di integrità e forza; in tempi di crisi del linguaggio poetico che ci ha coinvolto tutti ha fatalmente scoperto l'erba miracolosa necessaria e che non voglio chiamare medicina. Si trattava della sua lingua materna, quella usata tutti i giorni, ma recuperata andando alle sue origini più remote, ma fatta rivivere da una mente sensibile, capace di arricchirla con 
esperienze linguistiche fuori del tempo e dello spazio". 

Franco Brevini, studioso della nostra poesia dialettale moderna, ha scritto: "Con la conquista di un linguaggio dialettale più maturo, attento alla cadenza di quello della sua Serra, i testi poetici di Bertolani, non privi di rabbia, sono più spesso articolati in 
un'ampia e dolorosa spirale di poetica consapevolezza della propria umana impotenza". 

Giuseppe Conte aggiunse: "Le sue poesie più belle sono scritte nel dialetto della Serra di Lerici, che assomiglia poco al genovese di Edoardo Firpo, non ha nulla della cantilena dolce con cui si parla a Ponente, e si distanzia dallo stesso spezzino per una sua sonorità più ispida e irta di dissonanze e dissolvenze". Alcune versioni francesi (CIRCE e J.-C. Vegliante) su http://uneautrepoesieitalienne.blogspot.com/search/label/Bertolani.
Con "Libi" (che nel suo dialetto significa "libri") vinse il Premio Lerici Pea 1990 con la motivazione di aver scritto un libro di fedeltà, fedeltà ai luoghi nativi, e di quotidiana esistenza, fedeltà agli affetti, fedeltà alla poesia intesa come voce di autenticità umana, sempre più minacciata, come il suo meraviglioso paesaggio, dall'insidia dell'incuria e del degrado.
Opere

### Poesia
- Le trombe di carta (Editore Carpena, Sarzana, 1960)
- Identificazione degli uccelli (con Francesco Bruno - Losi -Lerici 1974)
- Incertezza dei bersagli (Ugo Guanda Editore, 1976, ripubblicato nel 2002)
- Séinà (Serate) (Einaudi Editore, 1985)
- E góse, l'aia (Le voci, l'aria) (Ugo Guanda Editore, 1988)
- Diario greco -(El Bagatt Bergamo 1989)
- Dall'Egitto - con acquarelli di Andrea Razzauti- Art Valley - Forte dei Marmi-(settembre 1991)
- L'occhio, le parole-Zolesi - Ameglia (SP) 1991
- Avéi (1994)
- Die- Diabasis Reggio Emilia 1998
- Libi  - Interlinea edizioni - Novara-(2001)
- Se de sea, prefazione di Fernando Bandini, Genova, Edizioni San Marco dei Giustiniani, 2002. ISBN 88-7494-0068
- Paolo Bertolani e Francesco Bruno, Itinerari del monte e degli amori, Una corrispondenza in versi, Genova, Edizioni San Marco dei Giustiniani, 2002. ISBN 88-7494-0947
- Le trombe di carta (ristampa ConTatto Edizioni, aprile 2004)
- Piccolo cabotaggio (ConTatto Edizioni, 2004)
- Raità da neve (Interlinea edizioni, 2005)

### Narrativa
- Racconto della contea di Levante (Edizioni il Formichiere, 1979) Premio Comisso[3]
- La grande settimana con Mario Spagnol (Adriano Salani Editore, 1999)
- Il vivaio (racconta gli ultimi giorni del poeta tedesco Heinrich von Kleist prima del suicidio) (il melangolo, 2001)
- Il custode delle voci (il melangolo, 2003)
- Donne (con Oreste Lupi ed altri) (Contatto editore Lerici) 2004
- A ritroso nel Golfo dei Poeti, con Oreste Lupi Ed. Salviati Milano 2004
- Colpi di grazia (il melangolo, 2007) -Uscito postumo-